# Archivo Histórico de la Ciudad de Barcelona
El Archivo Histórico de la Ciudad de Barcelona (AHCB) es el archivo responsable de la custodia, tratamiento y difusión de la documentación producida por los órganos de gobierno de la ciudad de Barcelona desde la creación del régimen municipal, a mediados del siglo XIII, hasta el primer tercio del siglo XIX, así como de otros materiales archivísticos, bibliográficos o hemerográficos de interés para la historia de la ciudad. Es uno de los centros que actualmente configuran el Archivo Municipal de Barcelona, junto con el Archivo Municipal Contemporáneo, el Archivo Fotográfico y los diez Archivos municipales de Distrito.

## La Casa del Arcediano

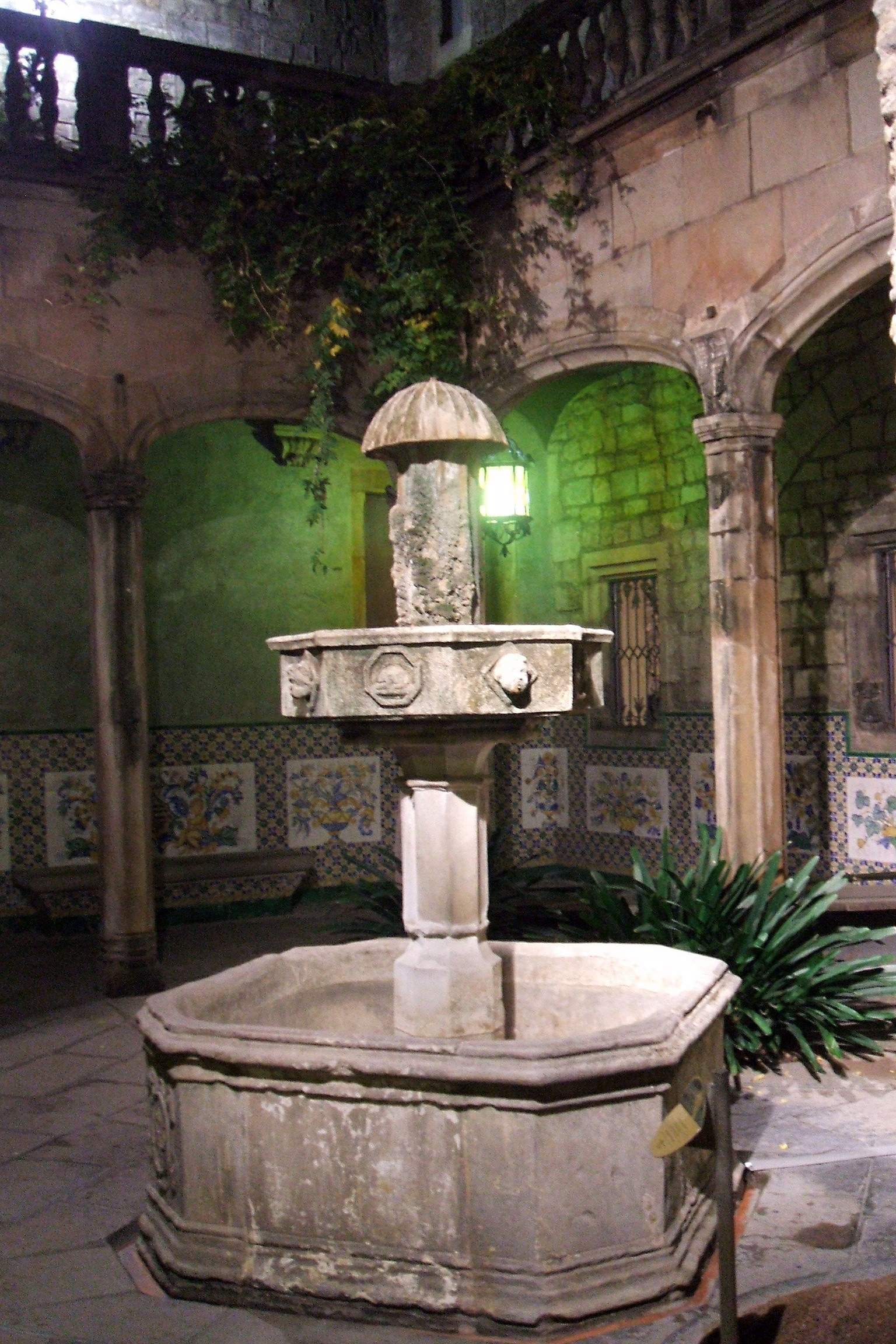
Patio interior de la Casa del Arcediano, sede del Archivo Histórico de la Ciudad de Barcelona.

La sede del Archivo Histórico de la Ciudad de Barcelona está ubicado en la Casa del Archidiácono en Barcelona, España. Es una antigua residencia eclesiástica que se edificó aprovechando una parte de la muralla romana. A finales del siglo XV fue reconstruida por el arcediano Lluís Desplà en estilo gótico con elementos renacentistas. Desamortizada en el siglo XIX, pasó a manos de propietarios burgueses, que completaron el patio en forma de claustro, según proyecto del arquitecto Josep Garriga, hacia 1870, e hicieron diversas modificaciones en los interiores de acuerdo con los gustos de la época. En 1895 se convirtió en la sede del Colegio de Abogados de Barcelona, y de esta época es el famoso buzón modernista, obra de Lluís Domènech i Montaner.
En 1919 el edificio fue adquirido por el Ayuntamiento de Barcelona para instalar en él el Archivo Histórico de la Ciudad, de nueva creación, y se hicieron reformas dirigidas por el arquitecto Josep Goday. Al abrirse la avenida de la Catedral después de los bombardeos de la guerra de 1936-1939, se derribaron las casas adosadas a la parte exterior de la muralla y entre 1955 y 1962 se remodelaron las fachadas, bajo la dirección del arquitecto Adolf Florensa.
Finalmente, entre 1991 y 1998, la Casa del Arcediano fue sometida a una reforma integral para consolidar el edificio y mejorar las condiciones de trabajo, de consulta y de conservación de los documentos, según el proyecto de los arquitectos Roser Amadó y Lluís Domènech.

## El Archivo Histórico de la Ciudad
El Archivo Histórico de la Ciudad es uno de los centros que configuran hoy el Archivo Municipal de Barcelona, junto con el Archivo Municipal Administrativo, el Archivo Fotográfico y los diez archivos municipales de distrito.
El origen de este conglomerado se sitúa en el siglo XIII, momento de formación del régimen municipal de Barcelona a partir del privilegio concedido por el rey Jaime I de Aragón en 1249. Instalado primero en el convento de Santa Caterina, el archivo se trasladó a la Casa de la Ciudad, cuando esta fue construida en la segunda mitad del siglo XIV. En el transcurso de los siglos se ocuparon de la custodia de la documentación municipal algunos archiveros notables, como Esteve Gilabert Bruniquer, Josep Puiggarí o Alfons Damians.
En 1917, el Ayuntamiento de Barcelona decidió reorganizar su archivo y separar los fondos históricos de los administrativos. Los fondos históricos fueron instalados en la Casa del Arcediano, bajo la dirección de Agustín Durán Sanpere, y así nació el Archivo Histórico de la Ciudad.
El Archivo se organiza en diferentes secciones, creadas y reestructuradas a lo largo del tiempo. Las secciones actuales del centro son: Fondos Documentales (dividida en los ámbitos de Archivo Medieval y Moderno, Gráficos y Fondos Orales), Biblioteca y Hemeroteca.
La riqueza y diversidad de la documentación que reúne hacen del Archivo Histórico de la Ciudad de Barcelona uno de los centros de conservación de patrimonio documental más importantes de Cataluña. El Archivo dispone de unas instalaciones dotadas con los equipamientos y las condiciones propias de un centro archivístico del siglo XXI para garantizar la buena conservación y la consulta de los documentos, y de dos servicios técnicos encargados, respectivamente, de la restauración y conservación y de la reprografía de los fondos.
El Archivo Histórico de la Ciudad ejerce también un papel importante en la investigación, difusión y divulgación del patrimonio documental y la historia de la ciudad. En este sentido, cuenta con el Seminario de Historia de Barcelona como servicio responsable de la realización de cursos y congresos y de la edición de publicaciones.

## Fondos documentales
Esta sección, creada en 2007, agrupa tres departamentos de existencia anterior: Archivo Medieval y Moderno, Gráficos y Fondos Orales. En conjunto, la sección reúne la documentación de carácter archivístico formada por diversos fondos y colecciones de variada tipología y de procedencia diversa, con una cronología comprendida entre el siglo IX y la actualidad.

### Archivo Medieval y Moderno
El núcleo fundacional del Archivo Histórico de la Ciudad de Barcelona es la documentación generada por el municipio barcelonés desde mediados de siglo XIII -momento de creación del municipio- hasta la revolución liberal del primer tercio del siglo XIX. La mayor parte de la documentación del municipio posterior a este cambio constitucional está depositada en el Archivo Municipal Administrativo.
Dentro de este patrimonio único destacan: la colección de los pergaminos municipales de Barcelona, con más de 2600 unidades de los siglos IX a XVIII; los libros de privilegios, como el conocido Llibre Verd de Barcelona, que incorpora algunas de las mejores miniaturas góticas catalanas; la colección de manuscritos, con ejemplares como los Commentaria super Usaticis Barchinone, de 1448; los libros de actas de los órganos de gobierno de la ciudad, que empiezan en 1301; las series de correspondencia enviada y recibida, con miles de cartas reales; las series de carácter administrativo sobre abastecimientos o urbanismo; las series emanadas de instituciones directamente vinculadas al municipio, como el Consulado de Mar y la Taula de Canvi, creada en 1401 y que es considerada como el primer banco público europeo.
Para los tiempos medievales y del Antiguo Régimen, el Departamento de Archivo Medieval y Moderno conserva también la documentación generada por oficiales reales con funciones de gobierno sobre la ciudad (Archivo del Veguer y el Corregidor), así como unos importantes fondos gremiales, comerciales y patrimoniales, que se extienden hacia la Edad Contemporánea.
En relación con los siglos XIX y XX específicamente, cuenta con fondos no municipales de importancia, sobre todo para la historia de la cultura, como el de los Juegos Florales, así como los procedentes de legados de unas setenta personalidades de la cultura catalana, como los escritores Jacinto Verdaguer, Narcís Oller o Josep Maria López-Picó, los arquitectos Miquel Garriga i Roca o Pedro Falqués, el urbanista Ildefonso Cerdá, los historiadores Salvador Sanpere y Miquel y Francesc Carreras Candi o el polifacético artista Apel·les Mestres.

### Gráficos
Se configura como departamento en 1920, con el objetivo básico de reunir todas aquellas tipologías documentales de carácter gráfico con información sobre la ciudad de Barcelona. La documentación que la constituye proviene, de un lado, de la actividad municipal, pero también y sobre todo de importantes donaciones de coleccionistas y entidades ciudadanas diversas. Los documentos conservados se sitúan cronológicamente entre el siglo XVII y nuestros días, con predominio de los siglos XIX y XX.
La gran diversidad de documentos en que la imagen tiene más importancia que el texto escrito se estructura actualmente en tres grandes apartados: documentos cartográficos, documentos iconográficos y documentos textuales con algún elemento gráfico complementario. El primer grupo está formado esencialmente por mapas y planos que, como el plano de Barcelona de Miquel Garriga i Roca (1856-1862), son de una gran importancia para el estudio de la forma urbana de Barcelona; el segundo grupo lo conforman principalmente grabados —como el de Francesc Via que retrata una fiesta en honor de Juan José de Austria en 1677—, dibujos —como el de Ricard Opisso sobre la Rambla, de 1916— y carteles; y el tercer grupo reúne, entre otros, las colecciones de gozos, romances y documentos de pequeño formato, como participaciones de nacimiento y bodas, programas de fiestas mayores, programas de conciertos musicales, de representaciones teatrales o de actividades lúdicas.

### Fondos orales
Departamento creado en 1983 con el objetivo de recoger, conservar y difundir testimonios orales de interés para la historia de la ciudad, obtenidos por donaciones o por el impulso de proyectos de investigación propios y conservados en cintas y otros soportes.
El fondo primigenio fue la donación de testimonios sobre la guerra civil española recogidos en el Fondo Ronald Fraser de historia oral, fundamento del libro Recuérdalo tú y recuérdalo a otros. Entre las colecciones reunidas se pueden destacar las relativas a las mujeres durante la guerra civil de 1936-1939, la II Guerra Mundial y el franquismo (Tomasa Cuevas y Adela del Campo; Neus Català; Fondo oral Mujeres del 36), sobre el trabajo femenino (Cristina Borderías; Sílvia Ventosa), sobre el cine y el espectáculo catalán (Joaquim Romaguera), o sobre la objeción de conciencia y el antimilitarismo (Pepe Beunza).
Con respecto a los testimonios orales recogidos en el marco de proyectos impulsados por el mismo Archivo Histórico, hay que destacar las colecciones siguientes: la de Biografías, con historias de vida de ciudadanos de Barcelona; la de los Juegos Olímpicos, sobre el impacto urbanístico de los Juegos de 1992 en la ciudad de Barcelona; o la del Archivo Histórico, sobre la figura de su director y fundador Agustí Duran i Sanpere.

## Biblioteca
Esta sección fue creada en 1924 reuniendo colecciones bibliográficas vinculadas al archivo y a otros departamentos municipales y con el objetivo de ir recogiendo la producción de temática barcelonesa y constituir una biblioteca especializada y complementaria de los fondos documentales. A pesar de la especialización sostenida en historia de Barcelona, ya poco después de su creación empezó a ampliar su alcance al recibir diversos legados de fondos bibliográficos privados, entre los cuales hay que destacar la Biblioteca Massana (indumentaria y artes suntuarias), el Legado Toda del Archivo Histórico de la Ciudad de Barcelona (temas hispánicos y libros de viajes en diversas lenguas), la Biblioteca Serra i Pagès (folclore), y la Biblioteca del novelista Narcís Oller (literatura).
Entre los fondos bibliográficos más antiguos, destacan las obras impresas en la ciudad de Barcelona entre el siglo XV y el XVIII, en algunos casos ejemplares raros, como las frecuentes ediciones de legislación. Y entre los más modernos, son de gran importancia las Colecciones de guías urbanas de Barcelona y publicaciones de formatos diversos emanadas de instituciones públicas y privadas de la ciudad —Ayuntamiento de Barcelona, Diputación Provincial de Barcelona, Mancomunidad y Generalidad de Cataluña, partidos políticos, academias, ateneos, colegios profesionales, etc.— que reflejan sus actividades. Asimismo, es un centro de referencia por el importante número de publicaciones relativas a las ciencias auxiliares de la historia: archivística, paleografía y bibliografía, entre otros.

## Hemeroteca
Esta sección nació en 1928 por la voluntad municipal de conservar el patrimonio hemerográfico catalán como testimonio de la actividad periodística y como fuente para la investigación histórica. La Hemeroteca está especializada en publicaciones periódicas editadas en Barcelona y su fondo supone la muestra más completa del periodismo barcelonés a lo largo del tiempo.
El fondo hemerográfico existente, único en algunos casos, incluye desde las publicaciones seriadas editadas durante los siglos XVII y XVIII (denominadas pre-prensa), como el Diario Curioso de 1762, hasta la prensa actual, pasando por los primeros diarios publicados en Barcelona (como el Diario de Barcelona, que se empieza a publicar en 1792) o buena parte de las cabeceras editadas a lo largo de los siglos XIX y XX, con títulos históricos tan emblemáticos como Diari Català, La Publicitat, La Veu de Catalunya, El Poble Català, La Humanitat o El Noticiero Universal, entre muchos otros.
Por lo que respecta a las revistas, el abanico de títulos conservados es muy variado: desde las primeras publicaciones catalanistas, literarias, satíricas o artísticas, hasta las revistas de carácter político e histórico y los semanarios de información general. Entre otras podemos mencionar Lo Pare Arcàngel, La Flaca, La Renaxensa, La Campana de Gràcia, L’ Esquella de la Torratxa, Pèl & Ploma o Quatre Gats.
Es notable la Colección de prensa clandestina y de exilio antifranquista, formada por particulares y organizaciones sociales durante el franquismo y que consta de un millar de títulos publicados entre 1939 y 1977, mayoritariamente por partidos políticos, sindicatos y organizaciones diversas.

## Actividades y publicaciones
A través del Seminario de Historia de Barcelona, el Archivo Histórico de la Ciudad es la entidad organizadora de los Congresos de Historia de Barcelona, originados en 1982 y que, desde 1993, se celebran con regularidad cada dos años y constituyen un foro de debate abierto a los investigadores especializados en historia urbana. A un público de nivel universitario principalmente, se dirige una oferta anual de cursos o jornadas sobre diversos aspectos de la historia de la ciudad, con el formato preferente de series de conferencias individuales con coloquio, a cargo de especialistas en las materias escogidas. Tanto los congresos como las jornadas o los cursos de historia de Barcelona pueden contar con la colaboración o el apoyo de otras entidades.
En el vestíbulo de la Casa del Arcediano se ofrece también un programa regular de exposiciones, abierto a todos los públicos y en dos formatos diferentes: la serie Un Tast de l’Arxiu, que divulga selecciones de materiales de los fondos documentales, bibliográficos o hemerográficos que constituyen el patrimonio propio del Archivo Histórico de la Ciudad; y las exposiciones temáticas, a menudo en colaboración con otras entidades.
El Archivo Histórico de la Ciudad ha impulsado tradicionalmente diversas líneas de publicaciones relativas a la historia de la ciudad y a los fondos documentales conservados y actualmente cuenta con tres colecciones principales: los catálogos de fondos relevantes del Archivo (catálogo de los pergaminos, catálogo de las cartas reales de Ferran II, catálogo de prensa clandestina. etc.); la revista Barcelona Quaderns d’Història, formada por volúmenes monográficos que reúnen colaboraciones de diferentes especialistas en las actividades desarrolladas en el marco del Seminario de Historia de Barcelona; y la colección Quaderns del Seminari d’Història de Barcelona, monografías destinadas a publicar el resultado de investigaciones individuales de alcance medio.